# 賦登麻和訶比売命
賦登麻和訶比売命（ふとまわかひめのみこと、生没年不詳）は、古代日本の女性。

## 概要
『古事記』では賦登麻和訶比売命、別名を飯日比売命と伝え、『日本書紀』では飯日媛としている。
『古事記』においては師木県主の祖とだけ伝えるが、『日本書紀』では太真稚彦が父としている。ただし天皇系譜の世代数や古代の命名法などを考え合わせると、系譜上の位置づけは葉江の子で太真稚彦の妹に置かれるものと見られる。また孝昭天皇の母であっても、多芸志比古命は兄弟の一人であったと見る説もある。